# 季節へのまなざし
「季節へのまなざし」（きせつへのまなざし）は、荻久保和明の合唱曲。混声合唱曲としてまず発表され、後に男声合唱にも編曲された。作詞は伊藤海彦。

## 概要
1978年（昭和53年）度文化庁芸術祭参加作品として、NHKの委嘱により混声合唱版が発表された。荻久保にとって合唱界における処女作である。その後1986年（昭和61年）2月の早稲田大学グリークラブの演奏会にて男声合唱版の委嘱初演がなされた。
伊藤の詩は、「『見る』ことの歓びと『見えないもの』の発見」を移り行く自然に重ね合わせて謳っている。1978年当時、伊藤は中田喜直とのコンビで多くの作品を手掛けていたことから、NHKは中田に作曲を依頼するつもりであったが、中田が辞退したことにより若手を起用する方針に転換、毎日音楽コンクール作曲部門で入賞したばかりの荻久保に白羽の矢が立った。荻久保は作曲に際し、古い世代の作曲家と同じスタイルでは書きたくないとして、「『ビートルズ以降』の音楽に属するもの」と表した。「真に我々の世代にぴったりなもの」として発表され、発表から40年近く過ぎた現在にあってもなお、中学生・高校生から一般の合唱団まで幅広い世代の合唱団に歌われ、荻久保の代表作の一つとなっている。
「ハーモニーやメロディのきれいな人はいっぱいいたけど、リズムの側面でぴんとくる作品が他になかったんです。だから、その面で新しいものを前面に出したかった」「できるだけ対位法的に書くよう努めました」と荻久保が自ら語るように、ホモフォニー中心のそれまでの合唱界にはあまり見られない手法を多く取り入れ、この曲のヒットにより若手作曲家の合唱作品が次々と出版される契機となり、荻久保にとっても次作の『縄文』シリーズに連なる作風が見て取れる。また、男声合唱版の編曲に当たっては、「男声合唱のひびきを考慮した結果」、単なる編曲にとどまらない大胆な改変が施され、この手法はのちの荻久保のヒット作『IN TERRA PAX』にも採用されている。
荻久保自身による改作でピアノ曲『季節へのおくりもの』がある。またオーケストラ伴奏による版が2020年に作られた。このオーケストラ伴奏版は、2023年11月4日、海老名市文化会館大ホールで、レーベンフロイデ合唱団（乾健太郎指揮）により初演された。

## 曲目
全4楽章からなる。伊藤の詩は5章からなるが、残りの一章「間奏」は作曲の際、独立したものとしてでなく細かく他の章の旋律にちりばめられている。
1. ひらく
春を表現
2. のびる
夏を表現
3. みのる
秋を表現
4. ゆめみる
冬を表現

## 楽譜
混声版が1980年（昭和55年）に、男声版が2016年（平成28年）に音楽之友社から出版されている。なお男声版はメロス楽譜が1995年（平成7年）に発行した版があるが、絶版となっている。
- （混声版）ISBN 9784276543447
- （男声版）ISBN 9784276548787